# 프랑크 오노라
프랑크 오노라(프랑스어: Franck Honorat, 1996년 8월 11일 ~ )는 프랑스의 축구 선수이다. 그의 포지션은 공격형 미드필더 또는 윙어로, 현재 독일 분데스리가의 보루시아 묀헨글라트바흐에서 활약하고 있다.

## 클럽 경력

### 니스
2013년 11월 3일, 오노라는 2-1로 패한 보르도와의 홈경기에서 87분에 크리스티앙 브럴스와 교체 투입되어 리그 1 데뷔전을 치렀다.

### 생테티엔
2018년 8월, 오노라는 리그 1의 생테티엔과 계약을 맺고 이적했다. 그는 2018-19 시즌을 마무리하기 위해 본래 소속팀인 리그 2의 클레르몽으로 임대되었다.

### 브레스투아
2020년 7월 1일, 오노라는 브레스투아와 5년 계약을 맺고 이적했다. 언론 보도에 따르면 이적료는 €5M이다. 9월 20일, 그는 로리앙과의 경기에서 브레스투아 소속으로 데뷔골을 넣었다.

### 보루시아 묀헨글라트바흐
2023년 7월 11일, 분데스리가의 보루시아 묀헨글라트바흐는 오노라와 2028년까지 5년 계약을 맺었다고 발표했다. 언론 보도에 따르면 이적료는 €9M이다.

## 수상 내역
생테티엔
- 쿠프 드 프랑스 준우승: 2019–20[6]